# أوتو لانغ
أوتو لانغ هو محامي وسياسي كندي، ولد في 14 مايو 1932 في كندا. حزبياً، نشط في الحزب الليبرالي الكندي. وقد انتخب عضو مجلس العموم الكندي.